# Maria di Brandeburgo-Kulmbach
Maria di Brandeburgo-Bayreuth (Ansbach, 14 ottobre 1519 – Heidelberg, 31 ottobre 1567) è stata una principessa tedesca di Brandeburgo-Kulmbach per nascita, ed Elettrice Palatina per matrimonio.

## Biografia
Marie era la primogenita del margravio Casimiro di Brandeburgo-Bayreuth (1481-1527) e di sua moglie, Susanna di Baviera (1502-1543), figlia del duca Alberto IV di Baviera. Dopo la morte del padre, Maria fu allevata alla fede luterana dallo zio Giorgio Federico.
Il 21 ottobre 1537, a Kreuznach, Maria sposò Federico di Simmern (nato nel 1515), in seguito Elettore del Palatinato (1559-1576). Il matrimonio fu felice. Maria, descritta come intelligente e religiosa, influenzò il marito cattolico verso il protestantesimo. Nel 1546, Federico adottò definitivamente il luteranesimo e assunse l'amministrazione dei territori nella Franconia per conto del cognato, Alberto Alcibiade, margravio di Brandeburgo-Kulmbach. Siccome la sua famiglia viveva nelle ristrettezze, Maria si rivolse ripetutamente a suo zio Alberto di Prussia per ottenere assistenza finanziaria.
Dopo la morte del suocero, nel 1559, divenne elettrice del Palatinato. Come Elettrice, fu strettamente coinvolta negli affari di governo, anche se Federico tollerava qualche interferenza diretta. Aveva influenza in questioni religiose.
Passò l'ultimo anno della sua vita confinata a letto a causa della gotta. Morì il 31 ottobre 1567. Fu sepolta nella chiesa dello Spirito Santo a Heidelberg.

## Discendenza
Dal suo matrimonio con Federico III del Palatinato nacquero i seguenti figli:
- Alberta (1538-1553);
- Ludovico VI, Elettore Palatino (1539-1583): sposò nel 1560 la principessa Elisabetta d'Assia (1539-1582); sposò nel 1583 la principessa Anna di Ostfriesland (1562-1621);
- Elisabetta (1540-1594): sposò nel 1558 il duca Giovanni Federico II di Sassonia (1529-1595);
- Ermanno Luigi (1541-1556);
- Giovanni Casimiro (1543-1592), Conte Palatino di Simmern: sposò nel 1570 la Principessa Elisabetta di Sassonia (1552-1590);
- Dorotea Susanna (1544-1592): sposò nel 1560 il duca Giovanni Guglielmo I di Sassonia-Weimar (1530-1573);
- Alberto (1546-1547);
- Anna Elisabetta (1549-1609): sposò nel 1569 il langravio Filippo II d'Assia-Rheinfels (1541-1583); sposò nel 1599 il conte Palatino Giovanni Augusto di Veldenz-Lützelstein (1575-1611);
- Cristoforo (1551–1574), ucciso;
- Carlo (1552-1555);
- Cunegonda Giacomina (1556-1586): sposò nel 1580 il conte Giovanni VI di Nassau-Dillenburg (1536-1606).

## Ascendenza
|                                   |                        |                                  | Genitori                            |  |  | Nonni |  |  | Bisnonni                   |  |  | Trisnonni                 |  |
|                                   |                        |                                  |                                     |  |  |       |  |  | Alberto III di Brandeburgo |  |  | Federico I di Brandeburgo |  |
|                                   |                        |                                  |                                     |  |  |       |  |  | Alberto III di Brandeburgo |  |  | Federico I di Brandeburgo |  |
|                                   |                        | Elisabetta di Baviera-Landshut   |                                     |  |  |       |  |  | Alberto III di Brandeburgo |  |  |                           |  |
| Federico I di Brandeburgo-Ansbach |                        |                                  |                                     |  |  |       |  |  | Alberto III di Brandeburgo |  |  |                           |  |
|                                   |                        | Anna di Sassonia                 | Federico II di Sassonia             |  |  |       |  |  |                            |  |  |                           |  |
|                                   |                        | Anna di Sassonia                 | Federico II di Sassonia             |  |  |       |  |  |                            |  |  |                           |  |
|                                   |                        | Anna di Sassonia                 | Margherita d'Austria                |  |  |       |  |  |                            |  |  |                           |  |
| Casimiro di Brandeburgo-Bayreuth  |                        | Anna di Sassonia                 |                                     |  |  |       |  |  |                            |  |  |                           |  |
|                                   |                        | Casimiro IV di Polonia           | Ladislao II Jagellone               |  |  |       |  |  |                            |  |  |                           |  |
|                                   |                        | Casimiro IV di Polonia           | Ladislao II Jagellone               |  |  |       |  |  |                            |  |  |                           |  |
|                                   |                        | Casimiro IV di Polonia           | Sofia Alšėniškė                     |  |  |       |  |  |                            |  |  |                           |  |
| Sofia di Polonia                  |                        | Casimiro IV di Polonia           |                                     |  |  |       |  |  |                            |  |  |                           |  |
|                                   |                        | Elisabetta d'Asburgo             | Alberto II d'Asburgo                |  |  |       |  |  |                            |  |  |                           |  |
|                                   |                        | Elisabetta d'Asburgo             | Alberto II d'Asburgo                |  |  |       |  |  |                            |  |  |                           |  |
|                                   |                        | Elisabetta d'Asburgo             | Elisabetta di Lussemburgo           |  |  |       |  |  |                            |  |  |                           |  |
| Maria di Brandeburgo-Kulmbach     |                        | Elisabetta d'Asburgo             |                                     |  |  |       |  |  |                            |  |  |                           |  |
|                                   | Alberto III di Baviera | Ernesto di Baviera-Monaco        |                                     |  |  |       |  |  |                            |  |  |                           |  |
|                                   | Alberto III di Baviera | Ernesto di Baviera-Monaco        |                                     |  |  |       |  |  |                            |  |  |                           |  |
|                                   | Alberto III di Baviera | Elisabetta Visconti              |                                     |  |  |       |  |  |                            |  |  |                           |  |
| Alberto IV di Baviera             | Alberto III di Baviera |                                  |                                     |  |  |       |  |  |                            |  |  |                           |  |
|                                   |                        | Anna di Braunschweig-Grubenhagen | Erich I di Braunschweig-Grubenhagen |  |  |       |  |  |                            |  |  |                           |  |
|                                   |                        | Anna di Braunschweig-Grubenhagen | Erich I di Braunschweig-Grubenhagen |  |  |       |  |  |                            |  |  |                           |  |
|                                   |                        | Anna di Braunschweig-Grubenhagen | Elisabetta di Brunswick-Göttingen   |  |  |       |  |  |                            |  |  |                           |  |
| Susanna di Baviera                |                        | Anna di Braunschweig-Grubenhagen |                                     |  |  |       |  |  |                            |  |  |                           |  |
|                                   |                        | Federico III d'Asburgo           | Ernesto I d'Asburgo                 |  |  |       |  |  |                            |  |  |                           |  |
|                                   |                        | Federico III d'Asburgo           | Ernesto I d'Asburgo                 |  |  |       |  |  |                            |  |  |                           |  |
|                                   |                        | Federico III d'Asburgo           | Eleonora d'Aviz                     |  |  |       |  |  |                            |  |  |                           |  |
| Cunegonda d'Austria               |                        | Federico III d'Asburgo           |                                     |  |  |       |  |  |                            |  |  |                           |  |
|                                   |                        | Eleonora d'Aviz                  | Edoardo del Portogallo              |  |  |       |  |  |                            |  |  |                           |  |
|                                   |                        | Eleonora d'Aviz                  | Edoardo del Portogallo              |  |  |       |  |  |                            |  |  |                           |  |
|                                   |                        | Eleonora d'Aviz                  | Eleonora di Trastámara              |  |  |       |  |  |                            |  |  |                           |  |
|                                   |                        | Eleonora d'Aviz                  |                                     |  |  |       |  |  |                            |  |  |                           |  |